# Rising for the Moon
Rising for the Moon blev Fairport Conventions tionde studioalbum, utgivet 1975. Efter Nine (1973) turnerade gruppen regelbundet och allt oftare dök Trevor Lucas fru Sandy Denny upp på scenen tillsammans med dem, något som finns dokumenterat på skivan Fairport Live Convention, delvis inspelad i Australien. När inspelningarna för Rising for the Moon startade var hon åter fullvärdig medlem av gruppen. För inspelningarna anlitades producenten Glyn Johns. Under arbetet med skivan lämnade Dave Mattacks gruppen och ersattes av Bruce Rowland, som tidigare bland annat spelat med Joe Cocker och på originalinspelningen av Jesus Christ Superstar.

## Låtlista
1. "Rising for the Moon" (Denny) - 4:09
2. "Restless" (Lucas/Roach) - 4:07
3. "White Dress" (Swarbrick/McTell) - 3:45
4. "Let It Go" (Swarbrick/Denny/Pegg) - 2:01
5. "Stranger to Himself" (Denny) - 2:53
6. "What Is True?" (Denny) - 3:34
7. "Iron Lion" (Lucas) - 3:29
8. "Dawn" (Denny/Donahue) - 3:43
9. "After Halloween" (Denny) - 3:38
10. "Night-Time Girl" (Swarbrick/Pegg) - 2:57
11. "One More Chance" (Denny) - 7:52

## Medverkande
- Sandy Denny, sång, piano, gitarr
- Dave Swarbrick, sång, fiol, mandolin, gitarr, dulcimer
- Dave Pegg, bas, gitarr, sång
- Jerry Donahue, gitarr
- Trevor Lucas, sång, gitarr, munspel
- Dave Mattacks, trummor
- Bruce Rowland, trummor
- Producent: Glyn Johns